# ジョナサン・バーンブルック

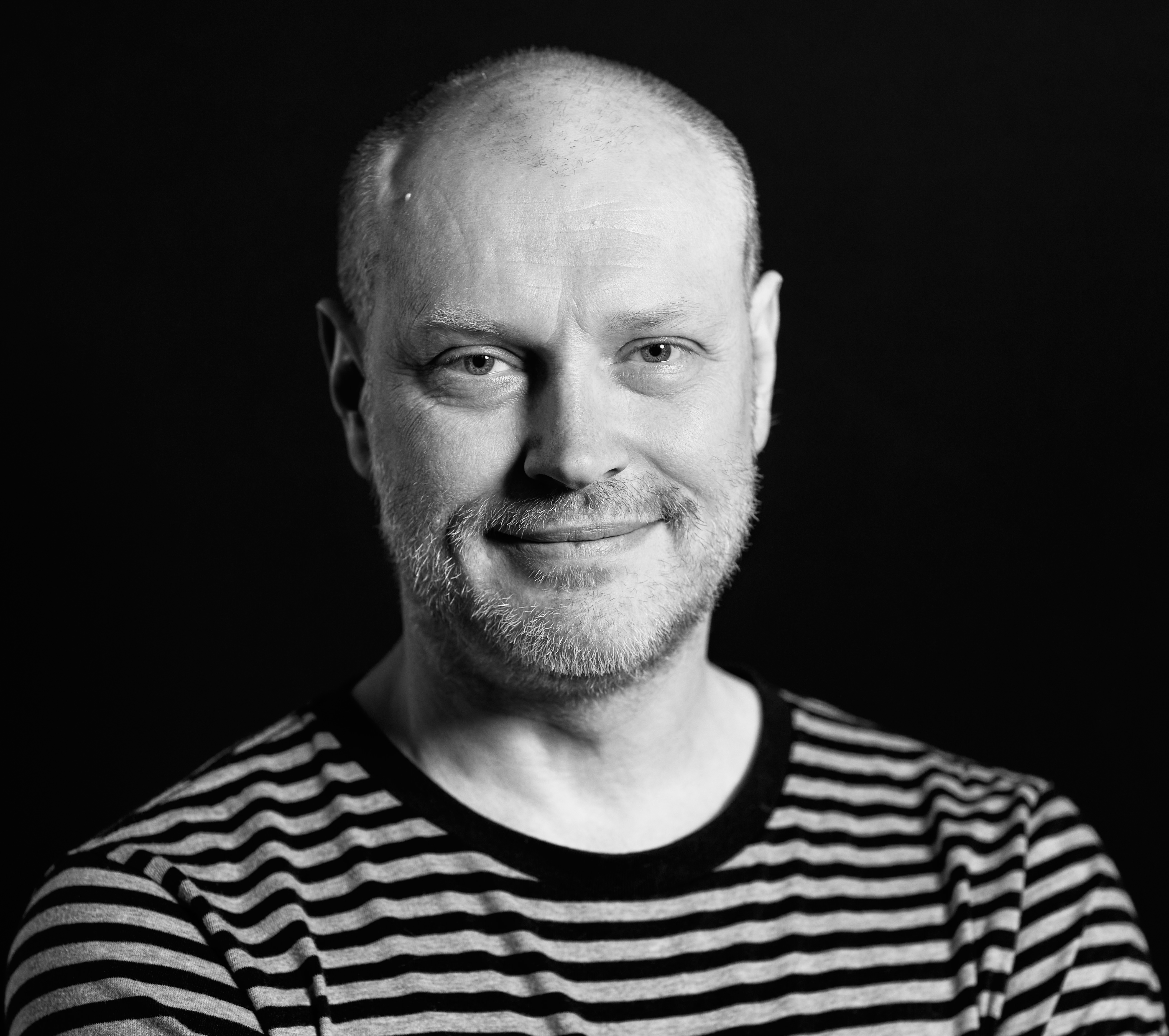
Jonathan Barnbrook, 2016

ジョナサン・バーンブルック（Jonathan Barnbrook、1966年 - ）は、イギリス出身のグラフィックデザイナー・書体デザイナー。

## 経歴
1990年よりロンドンを拠点に活動。ダミアン・ハーストの作品集「I Want to Spend the Rest of My Life Everywhere, With Everyone, One to One, Always, Forever, Now」を制作、デヴィッド・ボウイのアルバム『ヒーザン』（2002年）『リアリティ』（2003年）、『ザ・ネクスト・デイ』（2013年）のカバーデザインを手掛ける。日本では、六本木ヒルズのコーポレートアイデンティティを手掛ける。
自身のデザインした書体に湾岸戦争で使用されたミサイルの名前を付けたり、反商業主義、反消費主義を掲げるカナダの非営利団体Adbustersの活動への参加 、坂本龍一によるStop Rokkashoのウェブサイトデザインなど社会的な活動も行う。

## 主な個展
- 2004年　"Tomorrow's Truth - The Graphic Agitation of Jonathan Barnbrook" （ソウル・アーツ・センター／ソウル）
- 2004年　"Friendly Fire"（ギンザ・グラフィック・ギャラリー／東京）
- 2007年　"Graphic Messages from ggg & ddd 1986-2006"（ギンザ・グラフィック・ギャラリー／東京）
- 2007年　"Friendly Fire"（デザインミュージアム／ロンドン）